# Enkeltradet
Inden for beklædning refererer enkeltradet eller enradet til en jakke, frakke eller vest med en enkelt række af knapper og et smalt overlappende forstykke, til forskel fra en dobbeltradet frakke eller jakke, som har to række knappe og et bredere overlap.
Enkelttradede jakker og blazere har typisk to eller tre knappe, selvom der også findes jakker med én eller fire knapper er disse ikke så almindelige. Det har som oftest hakrevers. Fra 1930'erne og fremefter har spidsrevers med en enkelt knap også været populær i visse tidsperioder. Bredden på reverset er en af de ting, som ændres mest på jakker i takt med moden. Således blev smalle spidsrevers populære i 2000'erne.
Til en enradet jakke kan også bæres en vest.